# Johnson City (Kansas)
Johnson City település az Amerikai Egyesült Államok Kansas államában, Stanton megyében, melynek megyeszékhelye is. Lakosainak száma 1464 fő (2020. április 1.).

## Népesség
A település népességének változása:

| 2010 | 1 495 |
| 2020 | 1 464 |